# Sette allegri cadaveri
Sette allegri cadaveri (What a Carve Up!) è un film del 1961 diretto da Pat Jackson.
Il film britannico, di genere commedia-horror, è interpretato da Kenneth Connor, Shirley Eaton e Sid James. La pellicola è un remake di The Ghoul, horror uscito nel 1933 e interpretato da Boris Karloff. Il film è conosciuto negli Stati Uniti con il titolo No Place Like Homicide!.

## Trama
Il film si svolge in un lugubre castello nel quale Ernie Broughton, invitato da Everett Sloane e accompagnato dall'amico Sid, si reca per ricevere l'eredità di un vecchio zio. Qui trova l'affascinante Linda Dixon, dalla quale è fortemente attratto. Ben presto, però, i membri della famiglia riuniti nel castello vengono uccisi ad uno ad uno in circostanze misteriose.

## Riferimenti
Lo scrittore Jonathan Coe, nel suo romanzo La famiglia Winshaw, cita spesso il film. Il titolo originale del romanzo, così come quello del film, è proprio What a Carve Up!. La scena in cui Ernie entra in camera di Linda viene raccontata più volte nel romanzo. L'avvocato che convoca il protagonista Michael Owen a Winshaw Towers, per assistere alla lettura del testamento di Mortimer Winshaw, si chiama Everett Sloane, come il personaggio che avverte Ernie della necessità di recarsi presso il castello dello zio per la lettura delle sue ultime volontà.
Il film viene citato, sempre da Jonathan Coe, in un altro suo romanzo: La casa del sonno.